# بمب‌افکن سبک
.

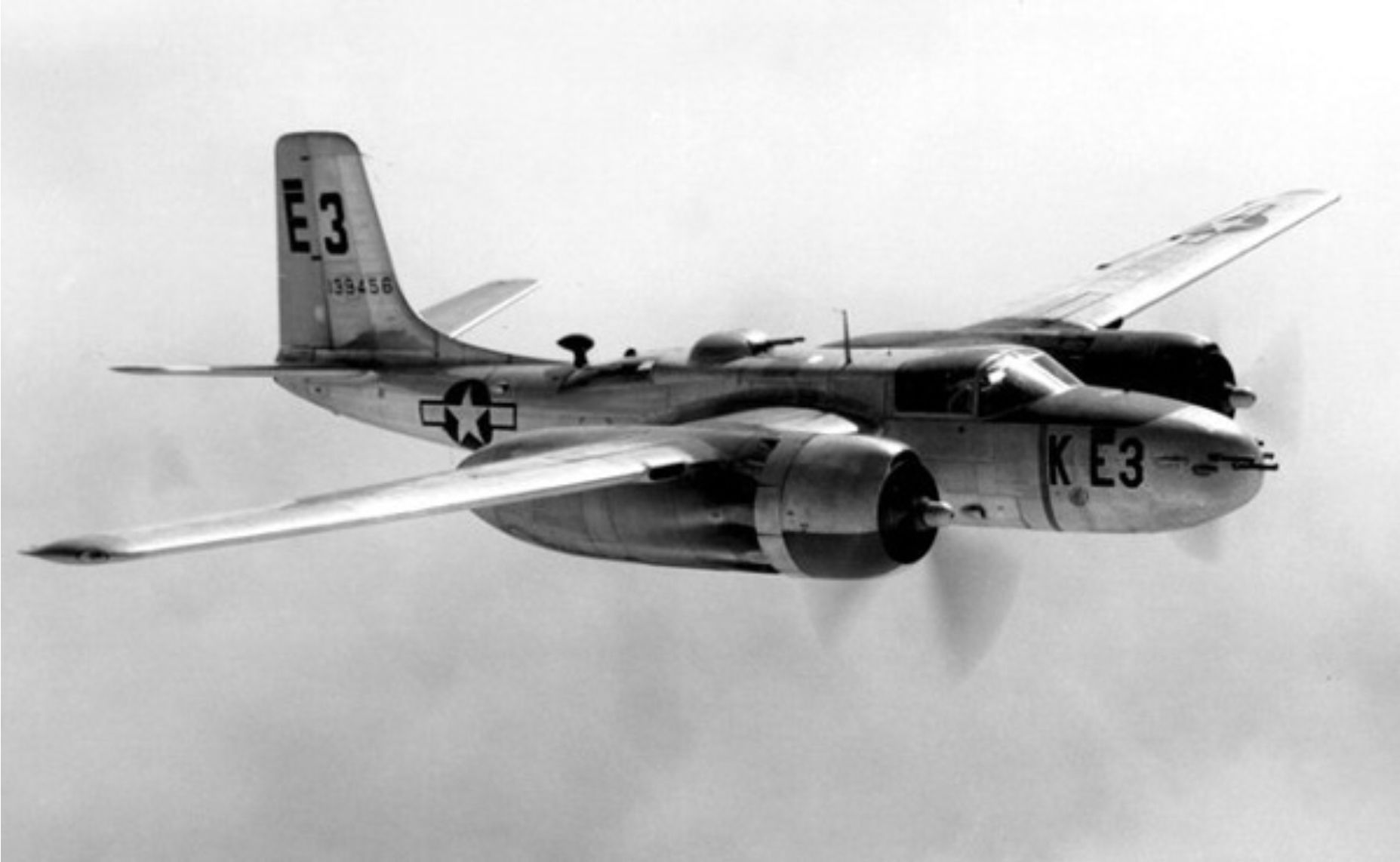
یک فروند بمب‌افکن سبک داگلاس ای-۲۶ اینویدر که در پایان جنگ جهانی دوم وارد خدمت شد و در
جنگ‌های کره، هندوچین و ویتنام نیز با عنوان B-26 خدمت کرد و (جایگزین بمب افکن متوسط مارتین ایکس‌بی-۳۳ سوپر مارودر که دارای همان نام بود شد)

یک بمب‌افکن سبک (انگلیسی: Light bomber) نوعی هواگرد بمب‌افکن نسبتاً کوچک و سریع از نوع هواگرد بال‌ثابت است که عمدتاً پیش از دهه ۱۹۵۰ میلادی مورد استفاده قرار می‌گرفت. این نوع هواگردها به تدریج با پیشرفت مهندسی هوافضا و بهبود موتورهای هواگرد با هواپیمای جنگنده جایگزین شدند.